# Katja Pegan
Katja Pegan, slovenska režiserka, * 9. oktober 1965, Piran.
Katja Pegan je direktorica gledališča Koper od ustanovitve leta 2000. Leta 1989 je na AGRFT v Ljubljani diplomirala z uprizoritvijo drame Don Lorenzo Vladimirja Bartola iz gledališke režije. Podpisala je več kot 30 režij v slovenskih gledališčih. Med letoma 1993 in 1995 je bila pobudnica in umetniški vodja Primorskega poletnega festivala, med letoma 1994 in 1998 pa Primorskega dramskega gledališča v Novi Gorici. Večkrat je režirala odmevne in uspešne proslave in prireditve za protokol Republike Slovenije.
Prejela je nagrado tantadruj za življenjsko delo (2019).